# 孙一民 (建筑学家)
孙一民，男，汉族，华南理工大学二级教授、博导、建筑学科带头人，全国工程勘察设计大师、中华人民共和国教育部2009年度"长江学者"特聘教授、万人计划国家教学名师、百千万人才工程国家级人选、国家有突出贡献中青年专家、国务院特殊津贴专家。曾任华南理工大学建筑学院院长、国家重点实验室常务副主任、建筑设计研究院副院长，兼任华中科技大学建筑与城市规划学院学术院长，主持华南理工大学建筑设计研究院大师工作室。
1985年哈尔滨工业大学建筑学院本科毕业，1991年获博士学位，是我国自主培养的首位体育建筑研究方向博士。担任中国城市规划学会副理事长、中国建筑学会常务理事、体育建筑分会副主任委员、城市设计分会副主任委员、建筑策划与后评估专业委员会副主任委员。曾获广东省、教育部、华夏科学技术奖6项。
长期从事以体育建筑、公共建筑、城市重点片区为代表的城市大型复杂工程研究与实践。创建“精明营建”理论，倡导资源高效整合与综合性能优化，研发形成城市大型复杂工程可持续营建模式。著有《精明营建：可持续的城市大型复杂工程》、《精明营建：可持续的体育建筑》、《体育建筑设计》等专著、教材、技术手册十余部，发表学术论文200余篇。主持北京奥运摔跤馆、羽毛球馆，广州亚运游泳跳水馆、柔道摔跤馆、武术馆，深圳世界大运主场馆、武汉世界军运羽毛球馆、江门滨江体育中心、重庆合川区体育中心、广州美术馆、叶剑英纪念馆、广州琶洲西区等多项重大工程。设计作品多次获国家、行业及国际重要奖项。

## 学习经历
- 1981-1985，学士，哈尔滨工业大学，建筑学院
- 1985-1988，硕士，哈尔滨工业大学，建筑学院
- 1988-1991，博士，哈尔滨工业大学，建筑学院
- 1995-1997，高级访问学者，城市与区域研究（SPURS），美国麻省理工学院（MIT）建筑与规划学院
- 2014-2014，高级访问学者，荷兰代尔夫特理工大学建筑与建成环境学院

## 工作经历
- 1991 至今，华南理工大学建筑学院，讲师、副教授（1993）、教授（2000）、博士生导师
- 2008-2017，华南理工大学建筑学院，常务副院长（主持工作）
- 2017-2022，华南理工大学建筑学院，院长
- 2007-2023，亚热带建筑科学国家重点实验室，常务副主任
- 1997-1997，美国SASAKI景观规划与城市设计公司，城市设计师
- 2003-2015，华南理工大学建筑设计研究院，副院长
- 2024 至今，华中科技大学建筑与城市规划学院，学术院长

## 学术兼职
- 中国城市规划学会副理事长
- 中国建筑学会常务理事
- 中国建筑学会体育建筑分会副主任委员
- 中国建筑学会城市设计分会副主任委员
- 中国建筑学会建筑改造和城市更新专业委员会副主任委员
- 中国建筑学会城市街区建设和空间治理专业委员会副主任委员
- 中国建筑学会建筑策划与后评估专业委员会副主任委员
- 中国建筑学会绿色建筑专业委员会副主任委员
- 中国建筑学会主动式建筑专业委员会副主任委员
- 全国高等学校建筑学学科专业指导委员会副主任委员
- 全国高等学校建筑学专业教育评估委员会委员
- 国务院学科评议组建筑学组第七、第八届委员会成员
- 广东省勘察设计协会城市设计分会会长
- 广州市城市规划协会副理事长
- 广州市城市规划委员会委员
- 深圳市城市规划委员会委员
- 《建筑学报》《新建筑》《建筑师》《世界建筑》《风景园林》《南方建筑》《当代建筑》《建筑创作》《城市设计》《城市建筑环境》《西部人居环境学刊》等期刊编委

## 研究方向
- 城市大型复杂工程研究与实践
- 体育建筑
- 公共建筑
- 城市重点片区
- 城市设计与更新

## 代表性科研项目
主持完成多项国家自然科学基金面上、重点及国际合作等国家级项目。
- 国家自然科学基金重点项目，基于可持续性的大型公共建筑决策与设计研究
- 国家自然科学基金组织间合作（中、荷、英）研究项目，城市韧性演进--珠江三角洲区域管治、空间策略与景观格局研究
- 国家自然科学基金面上项目，大空间公共建筑屋盖系统性能化设计理论、方法与技术研究
- 国家自然科学基金面上项目，基于城市设计的珠江三角洲湾区城市适应性转型研究
- 国家自然科学基金面上项目，可持续的体育建筑设计策略研究
- 亚热带建筑科学国家重点实验室自主课题重点研究项目，亚热带中观尺度城市大型工程绿色营建理论与方法研究
- 亚热带建筑科学国家重点实验室自主课题重点研究项目，“走向精明营建”：基于中国实际的可持续建筑理论与实践研究
- 亚热带建筑科学国家重点实验室自主课题重点研究项目，亚热带建筑规划设计及其示范建造研究
- 广东省自然科学基金国际科技合作项目，基于数字化集成平台的亚热带可持续建筑研究
- 广州市科技计划重点项目，高效紧凑城市设计方法及其关键技术研究

## 代表性科研获奖
先后获广东省科学技术进步一等奖等多项省部级科学技术奖。
- 大型体育场馆可持续营建技术及工程应用，广东省科学技术进步奖一等奖，2022
- 广东省丁颖科技奖，2019
- 亚热带地区可持续城市设计关键技术，广东省科学技术进步奖二等奖，2018
- 亚热带大型公共建筑可持续营建技术研究，高等学校科学研究优秀成果奖科学技术进步奖二等奖，2018
- 基于可持续性的体育建筑设计及其技术应用，广东省科学技术进步奖二等奖，2012
- 北京奥运摔跤馆和羽毛球馆可持续设计策略与技术应用，华夏建设科学技术奖二等奖，2012

## 代表性论著
著有《精明营建：可持续的城市大型复杂工程》、《精明营建：可持续的体育建筑》、《体育建筑设计》等专著、教材及技术手册，发表学术论文200余篇。
- 《精明营建——可持续的城市大型复杂工程》，科学出版社，2025
- 《精明营建——可持续的体育建筑》，中国建筑工业出版社，2019
- 《体育建筑设计》（住房城乡建设部土建类学科专业“十三五”规划教材），中国建筑工业出版社，2022
- 《江门长堤历史街区》，华南理工大学出版社，2016
- 精明营建：城市大型复杂综合工程的设计与实践，城市环境设计，2025
- “精明营建”：城市大型复杂工程理论与实践，当代建筑，2025
- 中观尺度的城市大型工程项目的科学营建——关于总设计师制度的思考，当代建筑，2022
- 被动与主动，传承与创新——华南地区主动式建筑的设计探索与演进，建筑学报，2023
- 从形式探索到逻辑追寻：走向精明营建，建筑师，2015
- 华南建筑：20年经历、理解与感悟，南方建筑，2012
- 岭南建筑与岭南精神，新建筑，2008
- 再议体育建筑基本问题，建筑学报，2023
- 我国既有体育馆的价值内涵与更新模式研究，建筑学报，2021
- 体育场馆的“营”与“建”，建筑学报，2019
- 体育建筑使用后评估：广州亚运柔道、摔跤馆使用后评估研究，时代建筑，2019
- 基于可持续性的体育建筑设计研究：结合五个奥运、亚运场馆的实践探索，建筑创作，2012
- 适宜技术与理性营建——江门市滨江体育中心设计回顾，建筑学报，2019
- 云水禅心——广东奥林匹克游泳跳水馆设计，建筑学报，2010
- 海天一色——广州亚运武术馆设计，建筑学报，2010
- 体育场馆适应性研究——北京工业大学体育馆，建筑学报，2008
- 回归基本点：体育建筑设计的理性原则——中国农业大学体育馆设计，建筑学报，2007
- 从城市的角度看体育建筑构思——谈新疆体育中心方案设计，建筑学报，2002
- 我国体育建筑屋顶采光通风策略演变研究，西部人居环境学刊，2019
- 平灾结合，应时而变——体育场馆的防灾避难设计对策，土木工程学报，2012
- 公共体育场馆的建设标准刍议，南方建筑，2009
- 重大体育赛事与新城建设发展——广州亚运村建设研究，建筑学报，2009
- 基于城市的体育建筑设计，建筑学报，1999
- 公共建筑立面光伏设计与实测研究——以广州美术馆(新馆)为例，建筑学报，2024
- “人民城市设计：创新实践与思考”学术笔谈，城市规划学刊，2023
- 基于精明营建理念的城市绿地协同塑造探究——以广州南沙明珠湾起步区C2单元为例，南方建筑，2023
- 高密度沿海地区洪涝风险评价与适应性规划策略——以深圳湾地区为例，西部人居环境学刊，2023
- 三角洲河口韧性防洪排涝设施规划研究——以明珠湾横沥岛为例，城市规划，2022
- 气候变化下的三角洲城市韧性规划研究，城市规划，2017
- 广州地区街道微气候模拟及改善策略研究，城市规划学刊，2016
- 城市设计要素对热岛效应的影响分析——广州地区案例研究，建筑学报，2015
- 多维度视角下城市轨道站区空间特征实证剖析——以广州市为例，城市规划学刊，2013
- 街区适宜尺度的判定特征及量化指标，华南理工大学学报(自然科学版)，2012
- 走向公民城市——亚运广州城市与建筑，建筑学报，2010
- 重生与变革——佛山副中心城区公共空间现状调查，建筑学报，2008
- 基于景观视野的城市设计方法初探——广州大学城中心区城市设计研究，城市规划，2006
- 孙中山大元帅府及其周边地区城市设计案例探析，建筑学报，2006
- 论城市设计的基本原则，华南理工大学学报(自然科学版)，1999
- 近期美国麻省理工学院的城市设计教育，建筑学报，1999
- An integrated climate-based daylight performance evaluation framework for indoor arenas' roof system, Journal of Building Engineering, 2024
- A thermal comfort assessment on semi-outdoor sports stadiums located in 3 different climate zones in China, Building and Environment, 2024
- Coupled evaluation of the optical-thermal-electrical performance of customized building-integrated photovoltaic components, Renewable Energy, 2024
- Scenario-based performance assessment of green-grey-blue infrastructure for flood-resilient spatial solution: A case study of Pazhou, Guangzhou, greater Bay area, Landscape and Urban Planning, 2023
- Dynamic and interactive re-formulation of multi-objective optimization problems for conceptual architectural design exploration, Automation in Construction, 2020
- Design exploration of quantitative performance and geometry typology for indoor arena based on self-organizing map and multi-layered perceptron neural network, Automation in Construction, 2020
- Integrating multi-functional space and long-span structure in the early design stage of indoor sports arenas by using parametric modelling and multi-objective optimization, Journal of Building Engineering, 2019
- Multi-disciplinary and multi-objective optimization problem re-formulation in computational design exploration: A case of conceptual sports building design, Automation in Construction, 2018

## 代表性工程

### 体育建筑类
- 北京农业大学体育馆（北京奥运会摔跤馆，2004）
- 北京工业大学体育馆（北京奥运会羽毛球馆，2004）
- 南沙体育馆（广州亚运会武术馆，2007）
- 广州亚运会游泳、跳水馆（2007）
- 广州大学城华南理工大学体育馆（广州亚运会柔道、摔跤馆，2007）
- 佛山世纪莲体育中心、体育场、网球场（2003）
- 深圳宝安体育场（世界大运会主场馆，2008）
- 武汉大学大学生体育活动中心（世界军运会羽毛球馆，2014）
- 淮安体育中心（江苏省第十八届运动会场馆，2009）
- 东莞市长安镇体育公园体育馆（2009）
- 梅县文体中心及体育场（2010）
- 江门市滨江体育中心（2013）
- 孝感奥体中心（湖北省第十七届运动会主场馆，2022）
- 重庆市合川区体育中心（2022）
- 南上海体育中心（2024）
- 华中科技大学光谷体育馆（2007）
- 华中科技大学游泳馆（2018）
- 中南大学新校区体育馆、游泳馆（2016）
- 华南理工大学国际校区体育馆（2020）
- 广东理工职业学院体育馆（2020）

### 公共建筑类
- 梅州市叶剑英纪念馆（2005）
- 中国客家博物馆（2005）
- 广州火车东站天幕广场改造工程（2009）
- 内蒙古行政学院文体活动中心（2011）
- 常州工学院图书馆及学生活动中心、国际学术交流中心（2012）
- 广州艺术博物院（广州美术馆，2014）
- 广州科技图书馆（2019）
- 梅州城市展览馆及科技馆（2016）

### 城市重点片区类
- 汇景新城城市设计（1999）
- 珠江口地区城市设计（2000）
- 广州市新城市中轴线北段核心地区城市设计（2009）
- 江门长堤历史街区保护规划（2011）
- 南京东山副城中心区轴线城市设计（2012）
- 广州市琶洲西区城市设计优化及“地区城市总设计师”（2016）
- 广州电视塔南段城市设计（2016）
- 明珠湾起步区（灵山岛尖）城市设计优化及“地区城市总设计师”（2017）
- 广州白鹅潭商务核心区城市设计（2019）
- 明珠湾起步区（横沥岛尖科技产业组团）城市设计优化及“地区城市总设计师”（2020）
- 汕头内海湾地区整体城市设计项目（2020）
- 重庆涪陵慧谷湖科创小镇概念规划暨科创基地（一期）工程设计（2022）
- 洛阳城市阳台片区城市设计（2022）
- 东莞滨海新区威远岛重点地段城市设计（2023）
- 深圳海上田园城总师（2020）
- 深圳光明科学城大科学装置集群总师（2022）
- 江门长堤历史文化街区总师（2023）
- 梅县区百千万工程典型区总师（2024）

## 代表性工程获奖
工程设计获多项国际、国内重要奖项，含IOC/IPC/IAKS国际体育建筑奖，国家及中国建筑学会金银奖、詹天佑奖等。
- 2008年奥运摔跤比赛馆（中国农业大学体育馆），国际残奥会、国际体育和休闲设施协会IPC/IAKS杰出功勋奖（2011）、全国优秀工程勘察设计奖银奖（2015）、全国优秀工程勘察设计行业二等奖（2010）、中国建筑学会建国60周年建筑创作大奖（2009）、教育部优秀建筑设计一等奖（2009）
- 2008年奥运会羽毛球与艺术体操比赛馆（北京工业大学体育馆），中国建筑学会建国60周年建筑创作大奖入围奖（2009）、北京市奥运工程规划勘察设计与测绘行业绿色设计奖（2008）、科技创新奖（2008）
- 华中科技大学光谷体育馆，湖北省优秀工程勘察设计一等奖（2008）
- 2010年亚运会武术馆（南沙体育馆），国际奥委会、国际体育和休闲设施协会IOC/IAKS体育建筑铜奖（2011）、第六届中国建筑学会建筑创作佳作奖（2011）、全国工程建设项目优秀设计成果二等奖（2012）、广东省优秀工程勘察设计一等奖（2011）
- 2010年亚运柔道摔跤馆（广州大学城华工体育馆），国家优质工程银质奖（2008）
- 2010年亚运会游泳跳水馆，全国优秀工程勘察设计行业二等奖（2011）、教育部优秀建筑工程设计一等奖（2011）、中国建筑学会创作佳作奖（2011）
- 2011年深圳大运会场馆（深圳市宝安体育场），国际奥委会、国际体育和休闲设施协会IOC/IAKS金奖（2013）、国家优质工程银质奖（2012）、中国建筑学会建筑创作金奖（2013）、全国优秀工程勘察设计行业一等奖（2013）、第十一届中国土木工程詹天佑奖（2013）
- 广东省第十二届运动会场馆（佛山世纪莲体育中心、体育场），国际奥委会、国际体育和休闲设施协会IOC/IAKS体育中心银奖（2009）、广东省优秀工程勘察设计一等奖（2007）
- 淮安市体育中心，中国建筑学会建筑创作金奖（2018）、全国优秀工程勘察设计行业一等奖（2017）
- 江门市滨江体育中心，国际风景园林师联合会亚太区风景园林专业奖建筑整合类荣誉奖（2019）、全国优秀工程勘察设计行业一等奖（2019）
- 东莞市长安镇体育公园体育馆，中国建筑学会建筑创作银奖（2018）、全国优秀工程勘察设计行业二等奖（2019）
- 武汉大学卓尔体育馆，全国优秀工程勘察设计行业一等奖（2023）
- 广州美术馆，美国MUSE DESIGN AWARDS金奖（2025）、德国Iconic Awards标志性建筑奖建筑创新奖（2024）、德国Iconic Awards标志性建筑奖材料创新奖（2024）、广东省优秀工程勘察设计一等奖（2025）
- 天河路商圈立体步行廊道系统规划、交通组织规划及重点地段城市设计，教育部优秀规划设计一等奖（2015）
- 广州市琶洲西区城市设计及控规优化，Construction21国际绿色城区实践荣誉大奖（2019）、中国建筑设计奖城市设计专项一等奖（2018）、全国优秀城乡规划设计奖二等奖（2018）
- 广州火车东站天幕广场更新改造工程，大湾区城市设计大奖城市介入优异奖（2020）
- 明珠湾区灵山岛尖城市设计及地区总师制度运行，Construcion21可持续城区解决方案奖国际入围奖（2019）、国际风景园林师联合会亚太区风景园林专业奖公园与环境类卓越奖（2021）、广东省优秀城乡规划设计一等奖（2022）
- 东莞威远岛重点地段城市设计，大湾区城市设计大奖优异奖（2024）
- 梅州城市展览馆及科技馆，广东省优秀工程勘察设计一等奖（2023）
- 广东理工职业学院体育馆，广东省优秀工程勘察设计一等奖（2025）
- 华中科技大学游泳馆，湖北省优秀工程勘察设计一等奖（2024）

## 代表性教学获奖
- 城市设计创新人才培育体系改革与实践，国家级教学成果奖二等奖，2018
- 基于“4I”的工程科技人才培养模式改革，国家级教学成果奖二等奖，2018
- 建筑学科创新型人才培养教育体系的探索与实践，国家级教学成果奖二等奖，2014
- 建筑学“新工科”教学的创新探索与实践，第九届广东省教育教学成果奖一等奖，2020
- 面向国际化的城市设计创新人才培育体系改革与实践，第八届广东省教育教学成果奖一等奖，2018
- 建筑学科创新型人才培养教育体系的探索与实践，第七届广东省教育教学成果奖一等奖，2014
- 岭南建筑教学体系创新与实践，第六届广东省教育教学成果奖一等奖，2009
- 基于城市整体观念培养的建筑学毕业设计教学研究与实践，第五届广东省教育教学成果奖一等奖，2005